# Empresa visionaria
Empresa visionaria es un término que designa a una empresa que tiene una visión a largo plazo sobre su posición en el mercado, con el objetivo de mejorar en todos los ámbitos. Independientemente de su posición en el mercado, una empresa está expuesta al fracaso. En el caso de una empresa visionaria, ha sido capaz de sobresalir y superar los obstáculos que se encuentra en el camino del éxito aumentando de tal forma los niveles de productividad a largo plazo.
Del mismo modo, las compañías visionarias tienen un patrón que es el pensar, actuar y comunicarse de manera opuesta a los demás de forma que logran inspirar, mientras otras organizaciones no pueden.

## Factores importantes en compañías visionarias
Las compañías visionarias promueven gente dentro de la misma organización que las compañías no perdurable, es decir, los líderes que se encuentran establecidos en las empresas visionarias ascienden de puesto a su propia gente, en vez de recurrir a otros métodos, como el contratar distinto personal de diferente organización y ascenderlos, teniendo en base un mismo objetivo, preservar el núcleo.
Esto se debe a que las compañías visionarias no tienen un interés alguno en la calidad de dirigir, sino más bien, en la forma de dar seguimiento y continuidad a liderar, teniendo un mejor efecto en el hábito del proceso y continuidad de la empresa. Así mismo, este tipo de organizaciones se encuentran prevaleciendo el liderazgo, al sucesor interno y con ello mantener y fortalecer la ideología central.

## Circuito de continuidad de liderazgo
- Proceso gerencial y planificación de sucesión
- Excelentes candidatos internos
- Seguimiento de liderazgo
- Preservar el núcleo y estimular el progreso
- Reciprocidad

## Acciones para crear y mantener una compañía visionaria
No solamente se debe de comprometer en originar una organización, sino más bien, identificar la forma en que se va a ir comportando de generaciones en generaciones y sobre la base de ello buscar la manera de seguir prevaleciéndola, ya que va girando en un entorno de constantes movimientos.
Los líderes en un momento determinado mueren, pero eso no quiere decir que las compañías se vayan con ellos, por lo tanto el objetivo primordial de los líderes que se encuentran en las compañías visionarias es generar una estrategia para asegurar el crecimiento de la misma, sobre la base de la preparación y ascensos de manera interna, las cuales ayuden a preservar el núcleo.
Las compañías visionarias siempre piensan en grande y en futuro con beneficio para la empresa y sobre todo, tienen una visión de mejorar el crecimiento basándose en el desarrollo gerencial y en la continuidad de liderazgo.
Las compañías visionarias están más enfocadas en ser mejores cada día, haciéndose la pregunta día con día para superarse “¿Cómo podemos hacerlo mañana mejor que hoy?”. 
Este tipo de preguntas son la base en la que las organizaciones salen adelante y se convierten en compañías visionarias y no por el hecho de su técnica, ni por tener mayores conocimientos, sino más bien porque estas compañías entablan este tipo de preguntas como una cultura, un hábito, es decir, es una forma de vida que va dando como resultado una mejora continua y estimulada al desarrollo futuro de la organización.
Las compañías visionarias se superan día con día para ser las mejores en el mercado. No se conforman por alcanzar lo establecido y sobre la base de ello se tiene una grata disciplina y responsabilidad que provoca una exigencia en sí mismas para automejorar sus procesos y generar una empresa mucho más fuerte cada día.
Del mismo modo, las compañías visionarias tienen el objetivo de establecer una serie de procesos para evitar el conformismo y promover la disciplina, para que de tal manera se generen continuos logros.
Establecen elementos como “innovar o morir” y “mapas de rutas tecnológicas” las cuales consisten en llenar los espacios que no se utilicen con productos nuevos e innovadores y con ayuda de las nuevas tecnologías determinar las necesidades del cliente y satisfacerlas.